# Salto de Agua (Cerro Chato)

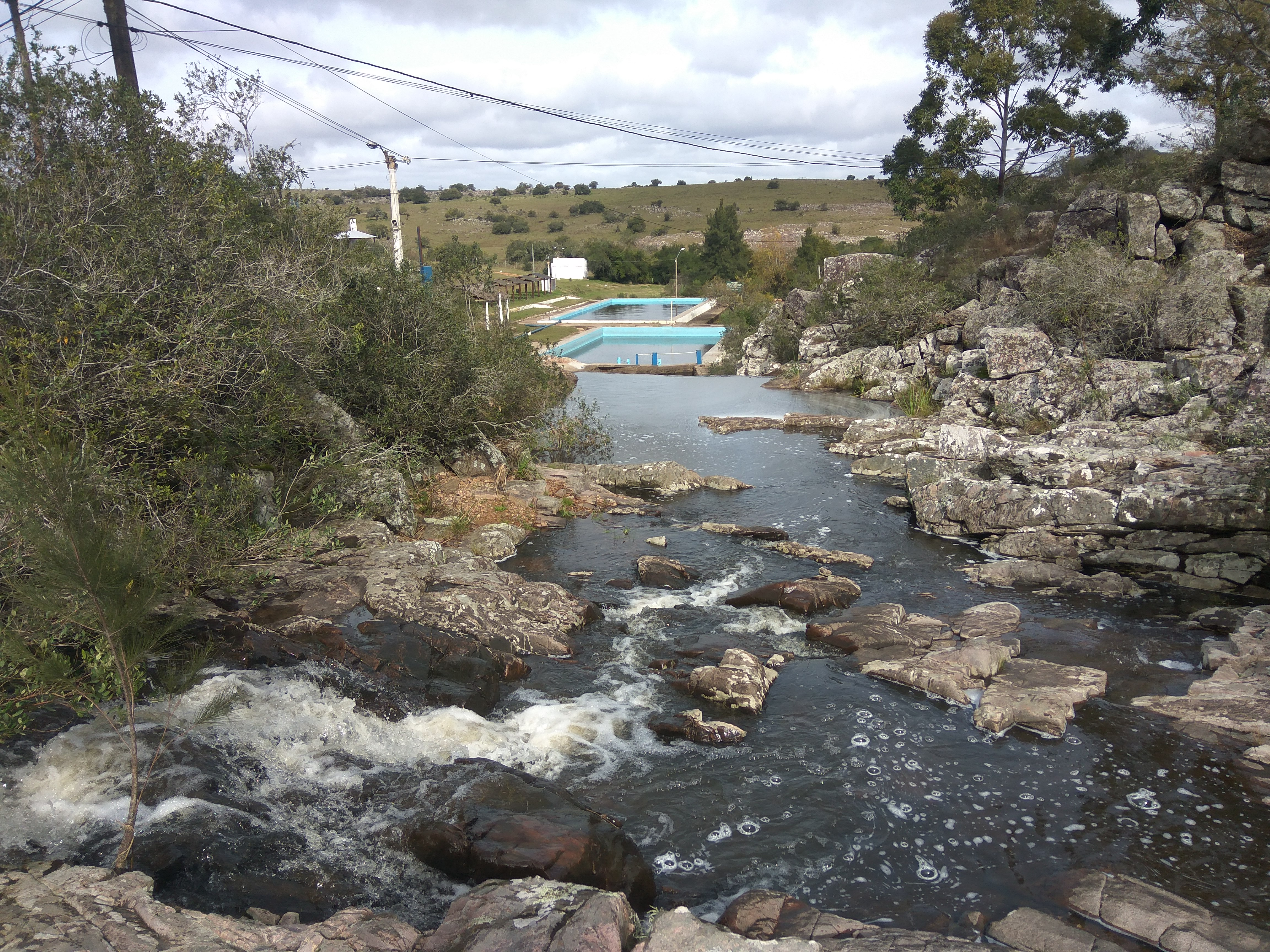
Salto de Agua

El Salto de Agua es un balneario situado a 2,5 kilómetros de la localidad de Cerro Chato, Treinta y Tres, Uruguay. Se trata de una zona de recreación, con dos piscinas naturales a las que el agua llega en forma de cascada desde una pendiente por un lecho rocoso y luego sigue su curso. Las piscinas están rodeadas por terrazas.

## Ubicación

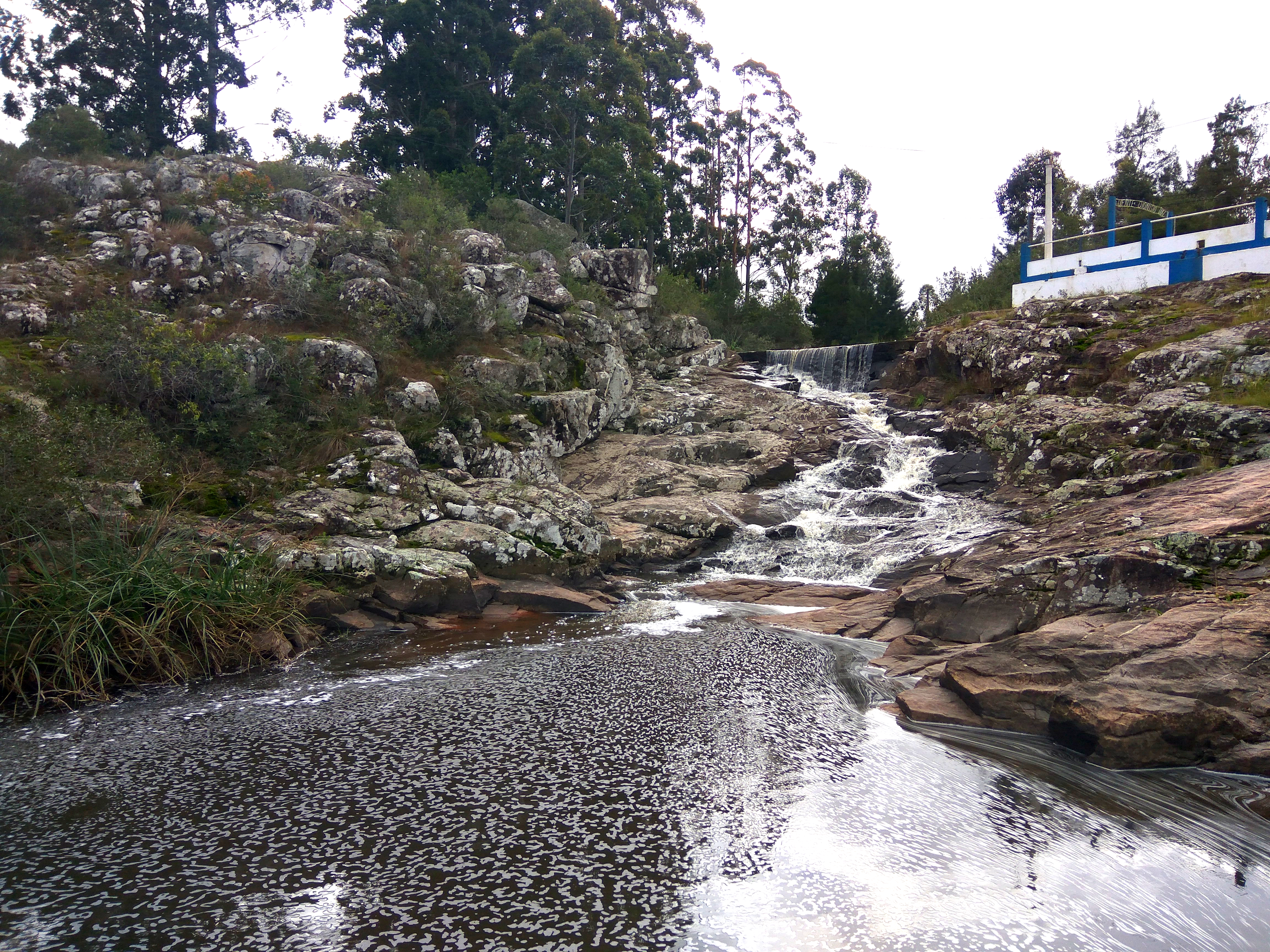
Otra perspectiva del Salto de Agua.

Situada en la loma de la Cuchilla Grande, a 252 km de Montevideo sobre la ruta 7, y a 65 km de la ciudad de Treinta y Tres, Cerro Chato es una localidad con la particularidad de estar ubicada en tres departamentos: en la 6ª sección de Treinta y Tres, en la 8ª y 4ª de Durazno y Florida respectivamente.
A 2,5 kilómetros de la localidad y de gran importancia para la misma encontramos este complejo natural denominado Salto de Agua.

## Servicios
Cuenta con varias hectáreas al servicio del turista, en un marco natural. Posee zona de camping, zona de pícnic, piscinas, juegos, servicio de cantina y parrilleros.

## Festival de Folclore Salto de Agua
Este festival es tradicional en la zona desde 1995, se realiza en el mes de febrero, coincidiendo con el feriado de carnaval. En él participan artistas que brindan espectáculos musicales folklóricos, payadores, grupos de humoristas y danza, los cuales desarrollan su repertorio en los tres días que dura el evento.